# Михаел Балак
Михаел Балак (на немски: Michael Ballack) е бивш немски футболист роден на 26 септември 1976 г. в Гьорлиц, Германия. Половин година след раждането на Михаел Балак родителите му се преселили с него в Париж. Майка му е от Франция, а баща му – от Германия. Има трима братя – Седрик, Мануел и Луис. Когато е на 6 години родителите на Михаел се местят в Кемниц, Германия. Михаел Балак стартира кариерата си при Чемнитзер. Първата му изява в Професионалния футбол била през 1995 във Чемнитзер. Между 1997 и 1999 играл за Кайзерслаутерн, от 1999 до 2002 за Байер Леверкузен и от 2002 до 2006 за Байерн Мюнхен. От сезон 2006/07 е във Челси. Балак става през 1998, 2003, 2005 и 2006 шампион както и през 2003, 2005 и 2006 носител на купата на Германия. Първата му изява в националния отбор била на 28. Април 1999 в Бремен при загубата с 0:1 от Шотландия. Оттогава има към 70 изяви с националната фланелка на Германия. Вкарал е 31 гола. На Мондиал 2002 става с Германия вицешампион.